# Open Barletta 2005
L'Open Barletta 2005 è stato un torneo di tennis facente parte della categoria ATP Challenger Series nell'ambito dell'ATP Challenger Series 2005. Il torneo si è giocato a Barletta in Italia dal 21 marzo 2005 su campi in terra rossa.

## Vincitori

### Singolare
Richard Gasquet ha battuto in finale  Alessio Di Mauro con il punteggio di 6–3, 7–6(6)

### Doppio
Tom Vanhoudt /  Kristof Vliegen hanno battuto in finale  Lukáš Dlouhý /  Jurij Ščukin con il punteggio di 6–4, 5–7, 7–5